# Cinco Ranch (Teksas)
Cinco Ranch je naseljeno mjesto za statističke potrebe u američkoj saveznoj državi Teksas. Prema popisu stanovništva iz 2010. u njemu je živjelo 18.274 stanovnika.